# 브라질 왕국
브라질 왕국(포르투갈어: Reino do Brasil)은 포르투갈 브라질 알가르브 연합왕국의 구성 왕국이었다.

## 창조

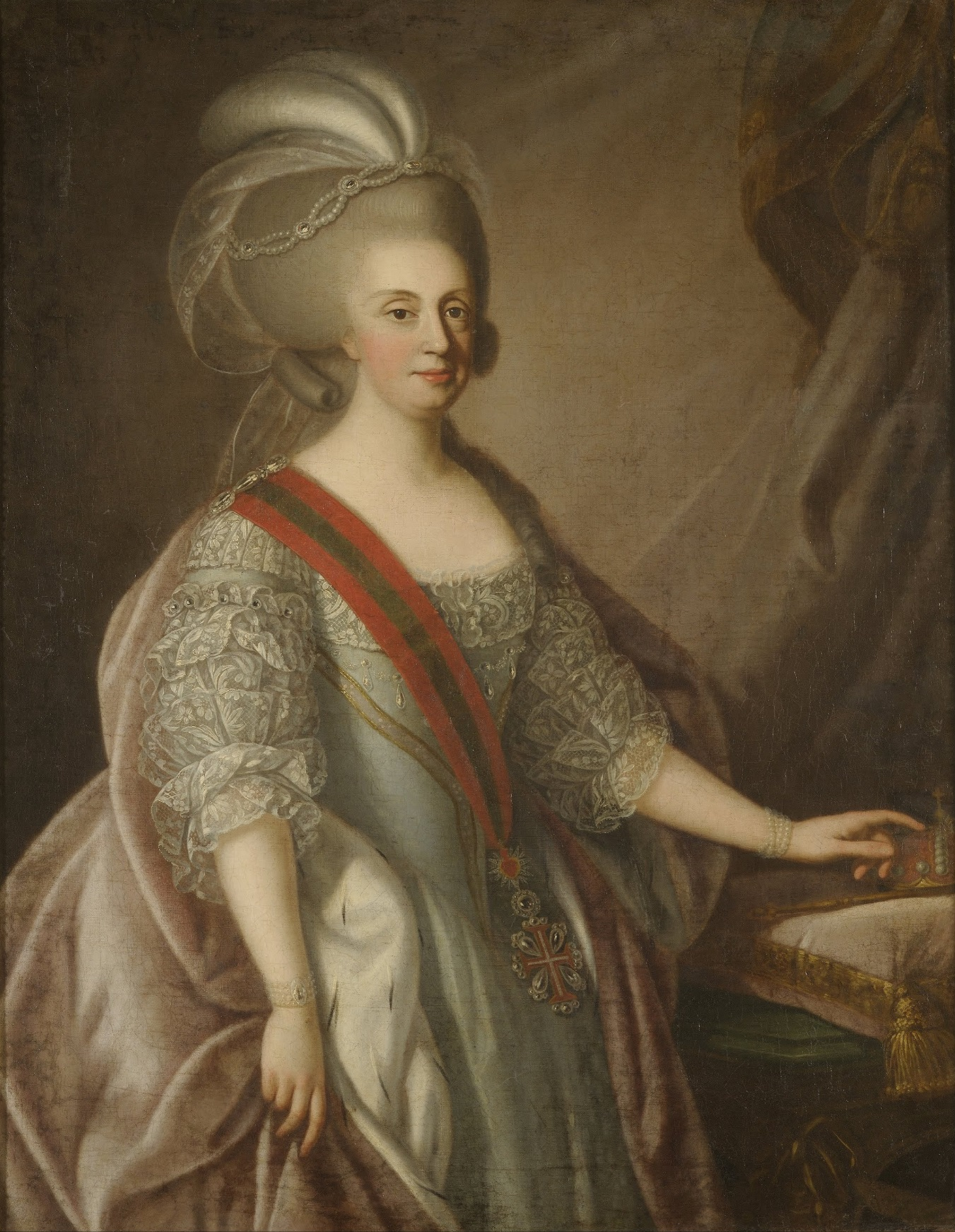
여왕 포르투갈 브라질 알가르브 연합왕국의 마리아 1세, 브라질 왕국의 초대 군주였다.

브라질 왕국의 법적 실체는 포르투갈의 요한 섭정, 브라질의 왕자, 브라간자 공작이 그의 어머니인 포르투갈의 마리아 1세의 이름으로 발행한 법률에 의해 만들어졌다. 1815년 12월 16일에 브라질국과 포르투갈 브라질 알가르브 연합왕국 내 왕국으로 승격되었다.
1821년 4월 22일 브라질에서 포르투갈로 떠나기 전에 발표된 칙령에 따라, 후안 6세는 그의 장남이자 후계자인 브라간자의 페드로 왕자를 브라질 왕국의 섭정으로 임명했다, 국왕의 자리에 "브라질 왕국의 일반 정부와 전체 행정부"를 해임할 수 있는 위임된 권한을 가지고 있으며, 따라서 브라질 왕국은 영국 내에서 위임된 행정부를 갖게 된다.

## 해산

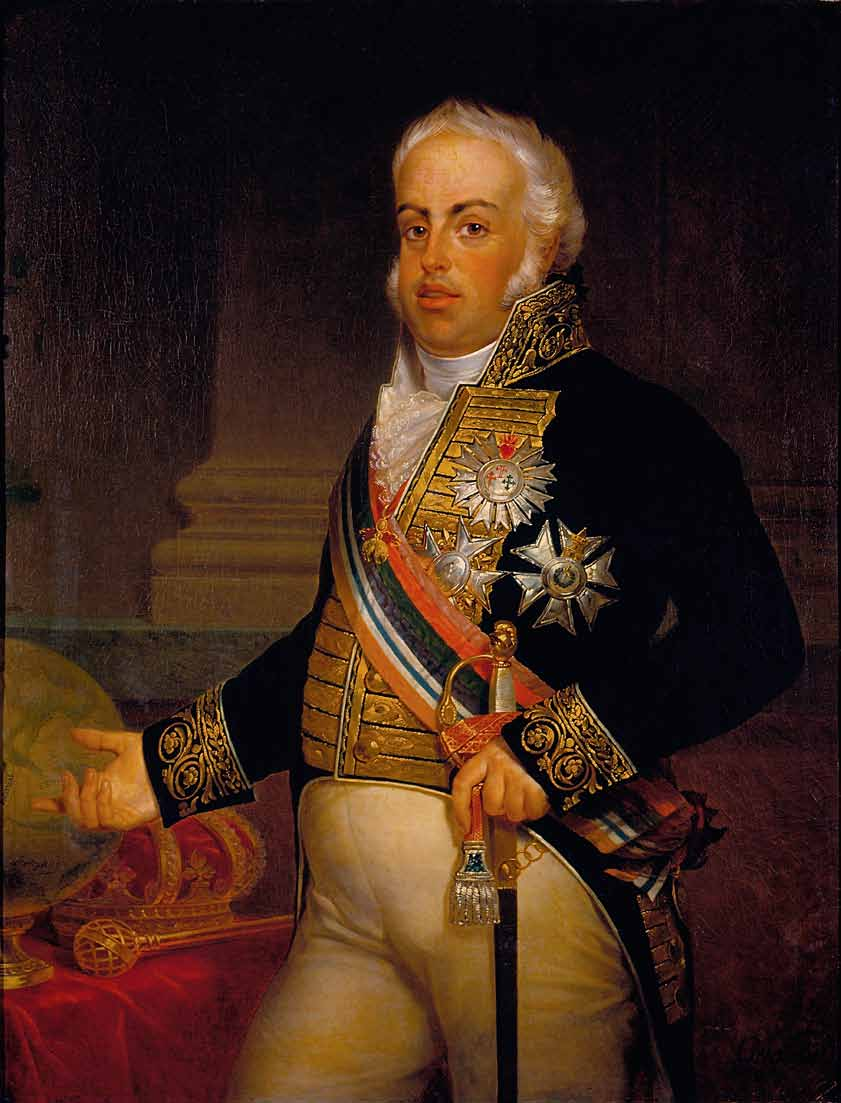
국왕 포르투갈 브라질 알가르브 연합왕국의 요한 6세, 브라질 왕국의 마지막 군주였다.

1822년 9월 8일, 독립 선언 후 첫날인 페드로 왕자는 브라질 왕국에 새 국기와 문장을 채택하라는 법령을 발표하여 포르투갈의 색상인 흰색과 파란색을 새로운 색상인 녹색으로 대체했다. 그리고 노란색(녹색은 페드로의 왕조인 브라간자 가문과 관련이 있기 때문에 선택되었다. 노란색은 페드로의 아내가, 레오폴디나가 탄생했고, 새로운 국가색은 브라질 독립의 토대를 이끈 왕실 부부를 기렸다.) 이 새로운 상징은 나중에 1822년 10월 12일에 브라질 제국이 건국 되었을 때 브라질 제국으로 넘어갔다. 독립 이후의 새로운 상징은 원래 브라질 왕국의 국기(파란 들판 위의 황금팔천국)를 대체했다. 그리고 1815년에 디자인 된 원래의 문장(구 내부에 파란색 배경이 있는 황금색 혼천). 물론 독립 후 9월 8일에 새 국기와 문장이 채택되면서 1822년, 영국, 포르투갈, 브라질, 알가르브의 문장을 1815년에 채택됨(포르투갈과 알가르브의 전통적인 문장과 왕국의 원래 문장을 병치한 특징) 왕의 왕관을 얹은 배경의 브라질도 사용이 중단되었다.
미주상호원조조약(리우데자네이루 조약)의 조항 중 하나에 따라 포르투갈과 알가르브의 요한 6세, 이전에 포르투갈 브라질 알가르브 연합왕국의 요한 6세는 브라질 황제라는 개인 작위를 부여하여 1826년 사망할 때까지 브라질의 군주로 직위를 유지했다.

## 같이 보기
- 포르투갈 브라질 알가르브 연합왕국
- 포르투갈 왕국
- 알가르브 왕국